# Индијска рупија
Индијска рупија (хинду: रुपया) је новчана јединица Индије. Издавање ове валуте контролише Банка индијских резерви.
Симбол за рупију је ₹ (некадашњи симболи: Rs, ರೂ, രൂ, ৳, ૱, రూ, ௹, रु), међународна ознака INR, а шифра валуте 356. 1 рупија се састоји из 100 саиса.